# Ture Rinman
Ture Fredrik Rinman, född 4 december 1906 i Göteborg, död 10 juni 1987, var en svensk redaktör och sjöfartsskribent.
Rinman tog examen vid Göteborgs handelsinstitut 1925. Han var anställd vid AB Baltic i Stockholm 1926-28 och vid sjöfartsanknutna företag i London 1928-1932 (skeppsmäkleri och haveriombud). Han var 1932-1939 sjöfartsredaktör vid Morgontidningen och 1940-1945 vid Göteborgs Handels- och Sjöfarts-Tidning. Åren 1946-1970 var han chefredaktör för Svensk Sjöfartstidning, där han för övrigt efterträddes på denna post av sonen Thorsten Rinman. Han gav ut flera böcker om sjöfart och varvsnäring.
Ture Rinman var son till Ulla Rinman och Thorsten Rinman d ä (1877-1943), samt far till Thorsten Rinman d y (1934-2017).